# アントン・グラーフ・フォン・アルコ・アオフ・ファーライ

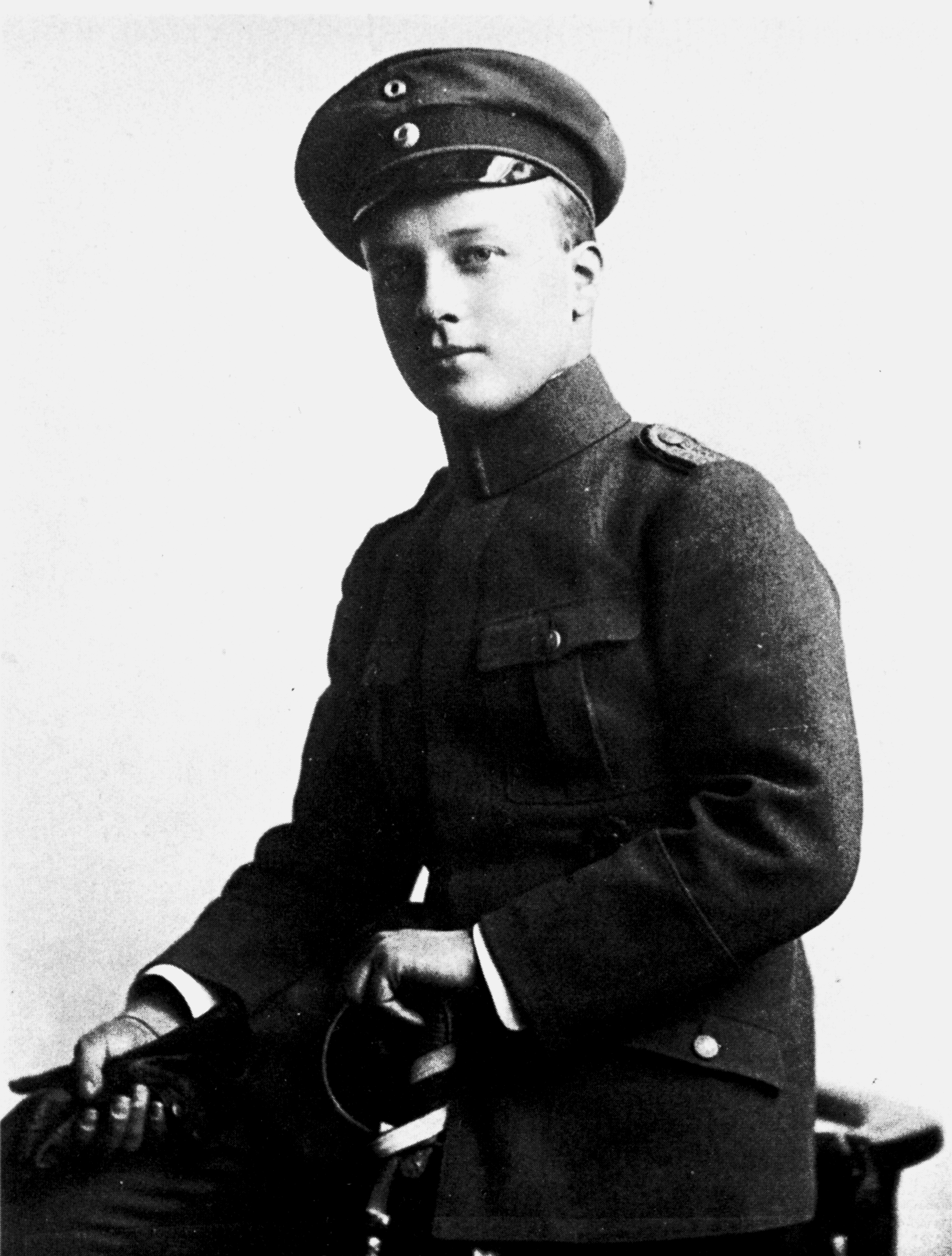
アントン・フォン・アルコ伯爵、第1次世界大戦に従軍していた頃の写真

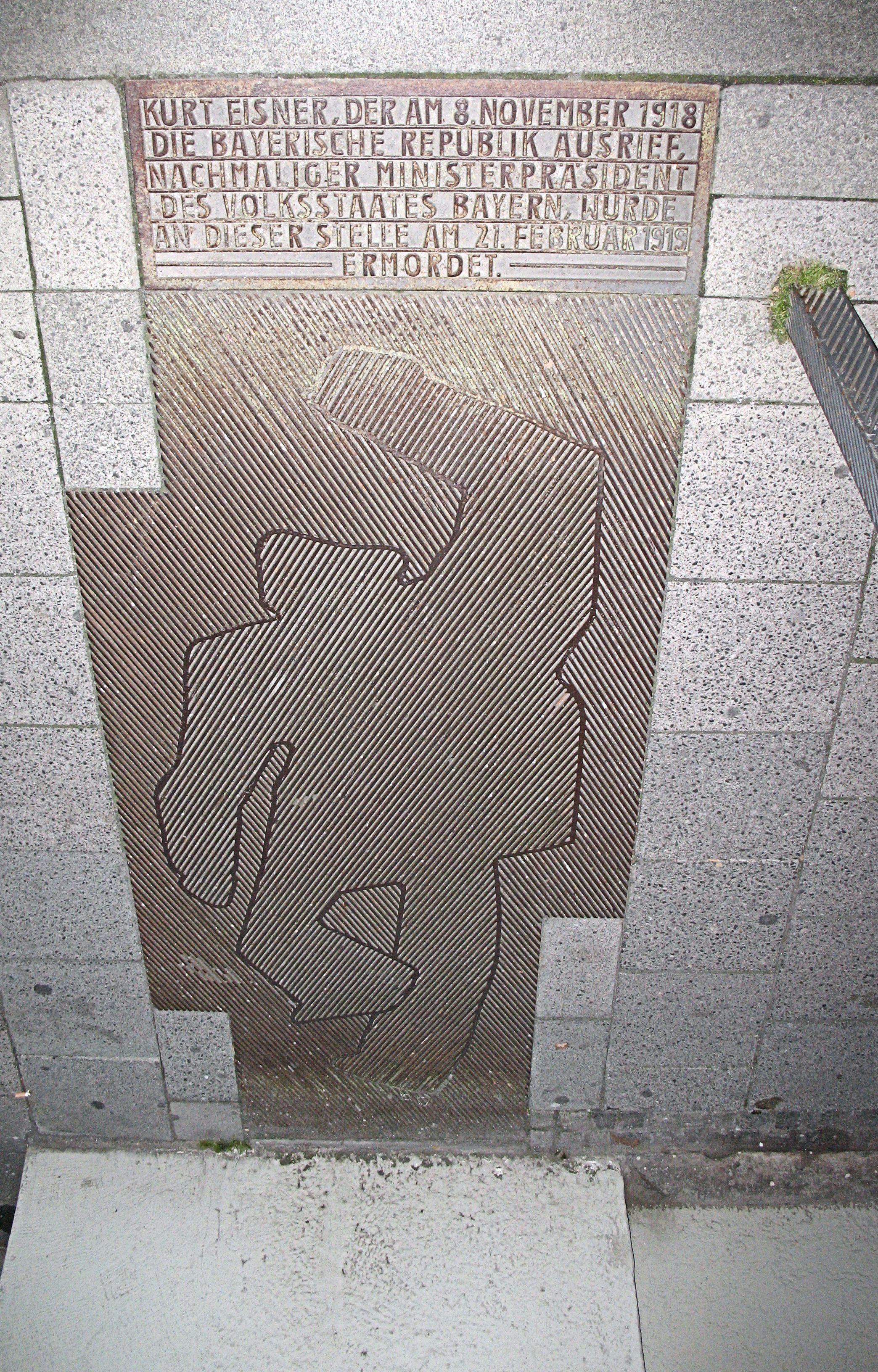
ミュンヘン市街のアルコによるクルト・アイスナーの暗殺場所の記念碑、1989年にアイスナー暗殺70年を悼んで設置された

アントン・グラーフ（伯爵）・フォン・アルコ・アウフ・ファーライ（Anton Graf von Arco auf Valley、1897年2月5日ザンクト・マルティン - 1945年6月29日ザルツブルク）は、ドイツの貴族、伯爵、軍人、テロリスト。1919年2月21日にバイエルン自由州の首相クルト・アイスナーを暗殺した。

## 生涯
アルコはアルコ＝ファーライ伯爵マクシミリアン（1849年 - 1911年）とその妻でユダヤ人銀行家オッペンハイム家（Oppenheim）出身のオッペンハイム男爵夫人エミー（1869年 - 1957年）の息子として生まれた。法学を学んだ後、バイエルン王国軍近衛歩兵連隊（Königlich Bayerisches Infanterie-Leib-Regiment）に中尉として入隊した。
1919年2月21日、反ユダヤ主義的な世論が高まる中で、ミュンヘンにおいて同じユダヤ人の血を引くバイエルン州首相クルト・アイスナーを暗殺し、有名になった。平和主義を掲げるドイツ独立社会民主党（USDP）の指導者アイスナーはバイエルンの王制崩壊後の最初の州首相であったが、1919年1月の総選挙で惨敗した。アルコは2月21日、州議会場へ辞任表明に向かう途上だったアイスナーを射殺した。
アルコはアイスナー暗殺に走る直前まで国家社会主義ドイツ労働者党（NSDAP）の母体とされるトゥーレ協会に所属していた。同協会で国家社会主義の根源となったと言われる神秘思想アリオゾフィー（Ariosophie）を学んでいたアルコは、ユダヤ人の血を引く自分がトゥーレ協会から除名されたことに苦しみ、ドイツ民族主義者であることを示そうとしたと考えられる。アルコ伯爵が除名された理由は、母親がユダヤ人だというものだった。
アルコは協会を除名された後もミュンヘンのラエティア・カトリック学生組合（K.B.St.V. Rhaetia München）に所属していた。アルコはまたバイエルンの由緒ある貴族家門アルコ伯爵家の一員として、バイエルン王ルートヴィヒ3世の復位を望む君主制支持者でもあった。
アイスナーを銃撃した直後、アルコはアイスナーの同伴者たちに反撃されて瀕死の重傷を負った。アルコの起こした事件の余波は大きかった。その日のうちに、社会主義者でバイエルン州議会議員のアロイス・リンドナー（Alois Lindner）は、ドイツ社会民主党（SPD）所属で州内相のエアハルト・アウアー（Erhard Auer）がアイスナー暗殺事件の真の黒幕だと信じ込み、アウアーを銃撃して重傷を負わせた。また保守派の国会議員ハインリヒ・オーゼル（Heinrich Osel）とミュンヘン市長のパウル・リッター・フォン・ヤーライス( Paul Ritter von Jahreiß )も左翼によって暗殺された。アイスナーの死から2カ月と経たないうちに、バイエルンでは左翼の革命によりバイエルン・レーテ共和国が建国されたが、1919年5月上旬にはヴァイマル共和国軍とドイツ義勇軍によって滅ぼされている。
アルコ＝ファーライはアイスナーが首相在任中に創設したバイエルン人民裁判所（Volksgericht）に引き出され、暴力的政治犯としてすぐに有罪判決が下り、1月16日に殺人罪により死刑が宣告された。政治的には右派に属する判事のゲオルク・ナイトハルト（Georg Neithardt）はすでに判決文を作成しており、ナイトハルトの見方ではアルコの犯行は「決して下劣な心根からではなく、熱くたぎる祖国愛のなせる業」であった。その翌日の1月17日、ドイツ民主党（DDP）所属の法相エルンスト・ミュラー＝マイニンゲン(Ernst Müller-Meiningen)は、動機を理由とする情状酌量により、アルコ伯爵に恩赦を下した。死刑は名誉ある待遇を受ける禁固刑(Festungshaft; 城塞禁固刑)に変えられ、アルコはランツベルク刑務所に収容された。アルコは刑務所の近所ならば好きに外出してよく、また訪問客と自由に会うことも許され、さらに刑務所のとなりの農場で研修生として働くことも出来た。1924年5月、アルコは予定より早く釈放され、保護観察を受けた。翌1925年、アルコはレーゲンスブルクで『5年間の刑務所生活を終えて（„Aus fünf Jahren Festungshaft“）』と題した回想記を出版した。1927年、アルコはドイツ大統領パウル・フォン・ヒンデンブルクの80歳の誕生日に行われた恩赦により、最終的に自由の身となった。
アルコはアイスナー暗殺以後、ヴァイマル共和国の政治の舞台で重要な役割を演じることはなかった。最初、アルコは「祖国バイエルン（„Bayerisches Vaterland“）」という地方新聞社に編集者として勤務し、その後は金融関係の企業「南ドイツ・ハンザ同盟（Süddeutschen Lufthansa）」の取締役を務めたが、1930年の年明けには職を退いた。禁錮を解かれた後、アルコ＝ファーライはバイエルン人民党（BVP）に入党し、同党の君主制・連邦制支持派の急先鋒となった。またバイエルン祖国・国王同盟のシュトラウビンク地域支部の名誉会員でもあった。
ナチ党の権力掌握後、半ユダヤ人（Halbjude）で熱烈な連邦主義者であるアルコは、1919年以後は反左翼の人々から英雄視されて来たにもかかわらず、人々から疑いの目で見られるようになった。1933年3月13日、アルコはアドルフ・ヒトラーの中央集権的な国内政策を批判し、出来るものならアイスナーと同じようにヒトラーを撃ち殺してやりたいと発言したという嫌疑により、保護検束の処分を受けた。ナチ党シンパの新聞は、アルコに対する憎悪に満ちた事実無根の中傷記事を発表した。その記事は以下の様なものだった、「我らが総統は縮れた髪の毛のアルコ＝オッペンハイム伯爵による暗殺未遂を辛くも逃れられた…ドイツにおいてはもはや1日でも長くユダヤ人を生かしておいてはならない」。結局、アルコはバイエルン王太子ループレヒトの仲介により、ヒトラーに対する暗殺の企てなどしていないことを当局に誓い、自由の身となったが、彼に対する当局の監視は続けられた
。
アルコ＝ファーライは1934年7月10日にミュンヘンにおいて、同じアルコ伯爵家の親戚であるアルコ＝ツィンネベルク伯爵夫人マリア・ガブリエーレ（Maria Gabrielle Countess (Gräfin) von Arco-Zinneberg 1910年 - 1987年）と結婚し、間に5人の子供をもうけた。
アルコは1945年6月29日にザルツブルクで交通事故に遭い、亡くなった。彼の遺骸はザンクト・マルティンにあるアルコ伯爵家の墓所に埋葬された。

## 著作
- Aus fünf Jahren Festungshaft; Regensburg: G.J.Manz 1925